# Michelstadt
Michelstadt är en stad i Odenwaldkreis i Regierungsbezirk Darmstadt i förbundslandet Hessen i Tyskland.